# Ательє (фільм)
«Ательє» — український документальний фільм режисера Марини Кондратьєвої. 

## Про фільм
Фільм про долі перших європейських фотографів (присвячен винахідникам фотографії Луї Дагеру, Герману Фогелю та іншим). Науково-просвітницька картина, зроблена значною частиною на фільмотечному матеріалі. Фільму передувала короткометражна (15 хв.) стрічка Кондратьєвої «Ательє 1», яка була учасником конкурсу короткометражних фільмів «Молодості» у 2004 році.
Кінострічка брала участь у 43-му Київському міжнародному фестивалі «Молодість».
Знято за підтримки Державного агентства України з питань кіно (Програма створення та розповсюдження національних фільмів).